# Јован Кузминац
Јован Кузминац (1944 — 1999) био је српски оријенталиста и преводилац. Његов легат се налази у Удружењу за културу, уметност и међународну сарадњу „Адлигат”.

## Биографија
Завршио је арапски језик и књижевност код професора др Фехима Бајрактаревића на Филолошком факултету у Београду. На истом факултету је магистрирао на тему савремене арапске књижевности. Специјализацију је завршио на Универзитету у Дамаску.
Радио је за предузеће „Енергопројект” као преводилац, од чега десет година у Кувајту, Либији и Ираку.
Његове преводе стихова Антаре ибн Шедада и Бешара ибн Бурда др Дарко Танасковић је укључио у антологију Арапска поезија у издању Рад-а, а београдска Просвета је штампала његов превод Драгуља мудрости исламског мистика Ибн Араби у два издања, сa Кузминчевим белешкама, предговором, коментарима и поговором.
Превео је збирку од тридесет и три арапске приче објављене у књизи Савремена арапска прича.
Кузминац је објавио преводе поезије преисламских песника: Антаре (‘Antara ibn Šaddād, VI век), Тарафе (Ṭarafa ibn al-‘Abd, VI век), Лебида (Labid ibn Rabi‘a VI–VII век), песника из доба Ислама: омејадског халифе Ел Валида ибн Језида (Al‐Walīd ibn Yazīd, 707–744) и абасидских бардова Бешара ибн Бурда (Baššār ibn Burd, погубљен 783), и Ел Мутенебија (Al-Mutannabī, 915–965); стихове савремених песника Абул Фетха (Abū al-Fatḥ) и Замила Саида Фетаха (Zāmil Sa‘īd Fattāḥ) који пише искључиво на ирачком дијалекту (Кораци 7–8/1974 и Књижевна реч 349/1989). После додељивања Нобелове награде Нагибу Махфузу превео је и објавио у Књижевној речи (349/1989) текст у коме Махфуз одговара десеторици критичара, Суђење Нагибу Махфузу.
Ангажовањем Српка Лештарића и посредовањем др Дарка Танасковића, његов легат се налази у Удружењу за културу, уметност и међународну сарадњу „Адлигат”, на основу уговора који је потписао Кузминчев брат Милe.